# Écozone néotropicale : plantes à graines par nom scientifique (Z)
Liste par ordre alphabétique des plantes à graines par nom scientifique commençant par Z :

## Zy
- Zygopetalum - Orchidacées